# Halowe Mistrzostwa Świata w Lekkoatletyce 2001 – bieg na 60 m kobiet
Bieg na 60 m kobiet – jedna z konkurencji rozgrywanych podczas halowych mistrzostw świata w lekkoatletyce w 2001. Eliminacje, półfinały i finał odbyły się 11 marca.
Do eliminacji zgłoszone zostały 43 zawodniczki z 31 państw.
Zawody w tej konkurencji wygrała reprezentantka Bahamów Chandra Sturrup. Drugą pozycję zajęła zawodniczka ze Stanów Zjednoczonych Angela Williams, trzecią zaś reprezentująca także Stany Zjednoczone Chryste Gaines.

## Wyniki

### Eliminacje
Źródło: 
Bieg 1
| Miejsce | Zawodniczka          | Państwo           | Wynik | Uwagi |
| ------- | -------------------- | ----------------- | ----- | ----- |
| 1.      | Petja Pendarewa      | Bułgaria          | 7,15  |       |
| 2.      | Savatheda Fynes      | Bahamy            | 7,22  |       |
| 3.      | Odiah Sidibé         | Francja           | 7,38  |       |
| 4.      | Heather Samuel       | Antigua i Barbuda | 7,44  |       |
| 5.      | Enikő Szabó          | Węgry             | 7,45  |       |
| 6.      | Manuela Grillo       | Włochy            | 7,59  |       |
| 7.      | Paulina Biang Eyegue | Gwinea Równikowa  | 8,42  |       |

Bieg 2
| Miejsce | Zawodniczka       | Państwo           | Wynik | Uwagi |
| ------- | ----------------- | ----------------- | ----- | ----- |
| 1.      | Chandra Sturrup   | Bahamy            | 7,14  | SB    |
| 2.      | Chryste Gaines    | Stany Zjednoczone | 7,18  |       |
| 3.      | Karin Mayr        | Austria           | 7,28  |       |
| 4.      | Sandra Citté      | Francja           | 7,28  | SB    |
| 5.      | Lyubov Perepelova | Uzbekistan        | 7,40  | PB    |
| 6.      | Aksel Gürcan      | Turcja            | 7,43  |       |
| 7.      | Joanna Hauareau   | Seszele           | 7,59  |       |
| 8.      | Jelena Bobrowska  | Kirgistan         | 7,73  |       |

Bieg 3
| Miejsce | Zawodniczka           | Państwo    | Wynik | Uwagi |
| ------- | --------------------- | ---------- | ----- | ----- |
| 1.      | Marina Kisłowa        | Rosja      | 7,24  |       |
| 2.      | Saša Prokofjev        | Słowenia   | 7,31  |       |
| 3.      | Tayna Lawrence        | Jamajka    | 7,33  |       |
| 4.      | Wiktorija Kowyriewa   | Kazachstan | 7,57  |       |
| 5.      | Gloria Gatti          | San Marino | 8,01  | SB    |
| –       | Susanthika Jayasinghe | Sri Lanka  | DNS   |       |
| –       | Nora Iwanowa          | Turcja     | DNS   |       |

Bieg 4
| Miejsce | Zawodniczka          | Państwo           | Wynik | Uwagi |
| ------- | -------------------- | ----------------- | ----- | ----- |
| 1.      | Angela Williams      | Stany Zjednoczone | 7,18  |       |
| 2.      | Anżeła Krawczenko    | Ukraina           | 7,29  |       |
| 3.      | Li Xuemei            | Chiny             | 7,32  |       |
| 4.      | Jeorija Kokloni      | Grecja            | 7,37  |       |
| 5.      | Nancy Callaerts      | Belgia            | 7,50  |       |
| 6.      | Silvienne Krosendijk | Aruba             | 8,04  |       |
| –       | Alenka Bikar         | Słowenia          | DNS   |       |

Bieg 5
| Miejsce | Zawodniczka                      | Państwo    | Wynik | Uwagi |
| ------- | -------------------------------- | ---------- | ----- | ----- |
| 1.      | Endurance Ojokolo                | Nigeria    | 7,17  | SB    |
| 2.      | Łarisa Krugłowa                  | Rosja      | 7,27  |       |
| 3.      | Natalla Winohradowa-Safronnikawa | Białoruś   | 7,33  |       |
| 4.      | Wula Patulidu                    | Grecja     | 7,37  |       |
| 5.      | Katleen De Caluwé                | Belgia     | 7,38  |       |
| 6.      | Rahela Markt                     | Chorwacja  | 7,55  |       |
| 7.      | Guzel Chubbiyeva                 | Uzbekistan | 7,61  |       |

Bieg 6
| Miejsce | Zawodniczka     | Państwo    | Wynik | Uwagi |
| ------- | --------------- | ---------- | ----- | ----- |
| 1.      | Mercy Nku       | Nigeria    | 7,16  |       |
| 2.      | Severina Cravid | Portugalia | 7,30  | PB    |
| 3.      | Liliana Allen   | Meksyk     | 7,32  |       |
| 4.      | Daniela Graglia | Włochy     | 7,35  | PB    |
| 5.      | Iryna Pucha     | Ukraina    | 7,40  |       |
| 6.      | Maitté Zamorano | Boliwia    | 7,87  | NR    |
| –       | Vida Nsiah      | Ghana      | DNS   |       |

### Półfinały
Źródło: 
Bieg 1
| Miejsce | Zawodniczka                      | Państwo    | Wynik | Uwagi |
| ------- | -------------------------------- | ---------- | ----- | ----- |
| 1.      | Petja Pendarewa                  | Bułgaria   | 7,04  | WL    |
| 2.      | Endurance Ojokolo                | Nigeria    | 7,13  | SB    |
| 3.      | Savatheda Fynes                  | Bahamy     | 7,16  | SB    |
| 4.      | Li Xuemei                        | Chiny      | 7,19  | NR    |
| 5.      | Natalla Winohradowa-Safronnikawa | Białoruś   | 7,28  |       |
| 6.      | Severina Cravid                  | Portugalia | 7,31  |       |
| 7.      | Wula Patulidu                    | Grecja     | 7,34  |       |
| –       | Sandra Citté                     | Francja    | DSQ   |       |

Bieg 2
| Miejsce | Zawodniczka       | Państwo           | Wynik | Uwagi |
| ------- | ----------------- | ----------------- | ----- | ----- |
| 1.      | Angela Williams   | Stany Zjednoczone | 7,10  | PB    |
| 2.      | Mercy Nku         | Nigeria           | 7,15  |       |
| 3.      | Tayna Lawrence    | Jamajka           | 7,21  | PB    |
| 4.      | Liliana Allen     | Meksyk            | 7,24  |       |
| 5.      | Anżeła Krawczenko | Ukraina           | 7,27  |       |
| 6.      | Łarisa Krugłowa   | Rosja             | 7,33  |       |
| 7.      | Katleen De Caluwé | Belgia            | 7,39  |       |
| 8.      | Jeorija Kokloni   | Grecja            | 7,45  |       |

Bieg 3
| Miejsce | Zawodniczka       | Państwo           | Wynik | Uwagi |
| ------- | ----------------- | ----------------- | ----- | ----- |
| 1.      | Chandra Sturrup   | Bahamy            | 7,11  | SB    |
| 2.      | Chryste Gaines    | Stany Zjednoczone | 7,12  | PB    |
| 3.      | Marina Kisłowa    | Rosja             | 7,20  |       |
| 4.      | Karin Mayr        | Austria           | 7,33  |       |
| 5.      | Odiah Sidibé      | Francja           | 7,34  |       |
| 6.      | Saša Prokofjev    | Słowenia          | 7,35  |       |
| 7.      | Daniela Graglia   | Włochy            | 7,42  |       |
| 8.      | Lyubov Perepelova | Uzbekistan        | 7,43  |       |

### Finał
Źródło: 
| Miejsce | Zawodniczka       | Państwo           | Wynik | Uwagi |
| ------- | ----------------- | ----------------- | ----- | ----- |
| 01 !    | Chandra Sturrup   | Bahamy            | 7,05  | PB    |
| 02 !    | Angela Williams   | Stany Zjednoczone | 7,09  | PB    |
| 03 !    | Chryste Gaines    | Stany Zjednoczone | 7,12  | PB    |
| 4.      | Savatheda Fynes   | Bahamy            | 7,15  | SB    |
| 5.      | Mercy Nku         | Nigeria           | 7,15  |       |
| 6.      | Petja Pendarewa   | Bułgaria          | 7,16  |       |
| 7.      | Li Xuemei         | Chiny             | 7,20  |       |
| 8.      | Endurance Ojokolo | Nigeria           | 7,23  |       |